# 黒田アキ

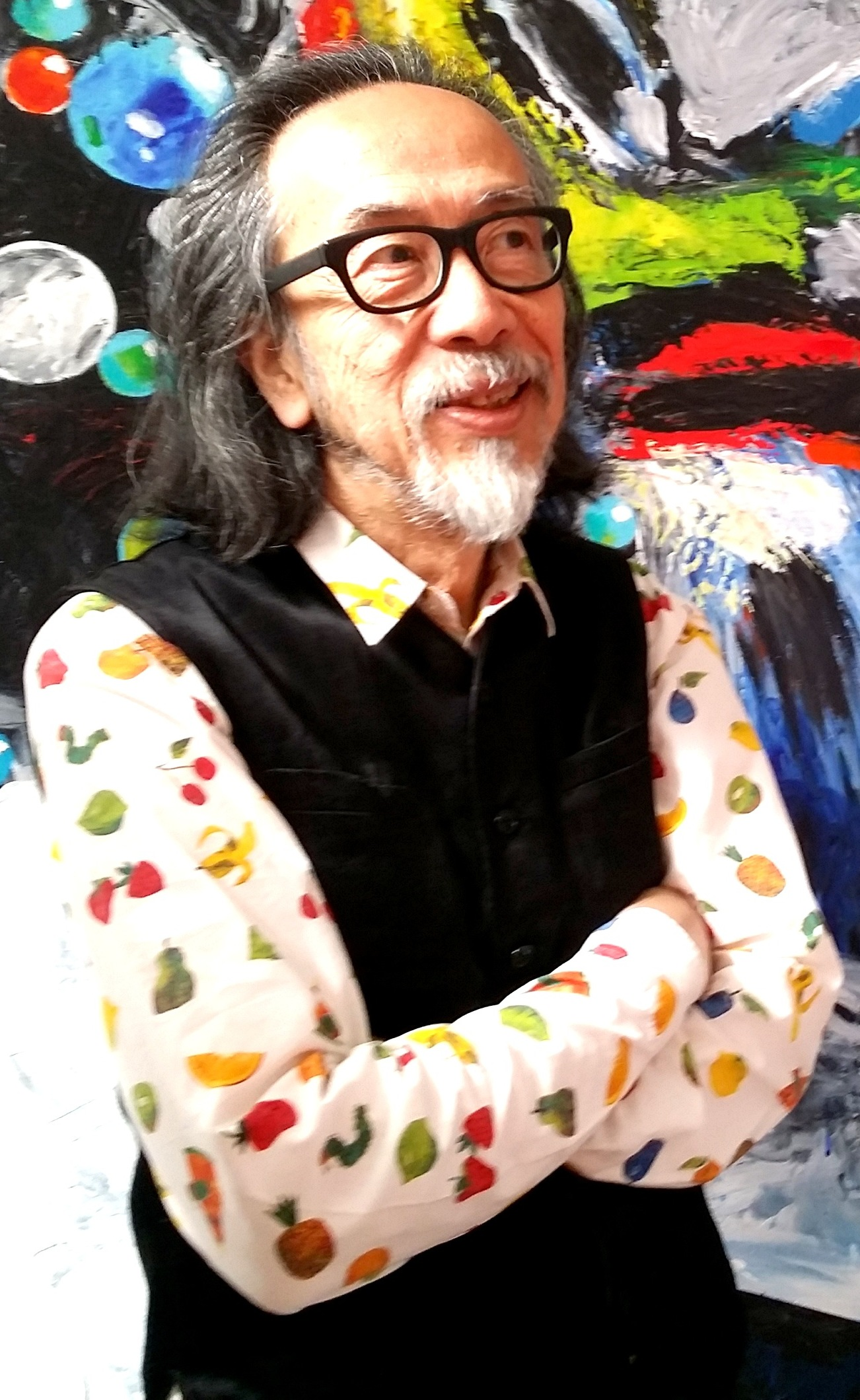
黒田アキ

黒田 アキ（くろだ あき、本名: 黒田 明比古（くろだ あきひこ）、1944年10月4日 – ）はフランス・パリ在住の日本人画家、芸術家。男性。

## 人物
京都府京都市出身。1970年にパリに渡り、以降ヨーロッパを中心に活動している。
彼の作品には、ギリシャ神話にまつわる迷宮・ラビリントスの半人半牛のミノタウロスが象徴的に描かれており、アリアドネの糸が空間を走る。またカリアチードのシルエットでも有名である。キャンパスがパサージュとしての存在を放つ、極めて独創的な作品制作を続けている。
1992年から現在まで「COSMOGARDEN」（コスモガーデン）と呼ばれる、流動的、「異種混合的」なトータルアート・スペクタクルの活動を続けている。モリユウギャラリー（京都）やマーグギャラリー（パリ）での個展を中心に国内外で活動する。安藤忠雄やリチャード・ロジャースなど、他分野とのコラボレーションも行う。

## 略歴
- 1944年 - 京都に生まれる。祖父は芸術家のパトロンを務めた呉服商、父は経済学者で同志社大学教授、おじは洋画家の黒田重太郎。
- 1967年 - 同志社大学文学部卒業。
- 1978年 - ドイツで最初の個展。
- 1980年 - パリ・ビエンナーレに出品[1]。ミロやジャコメッティなどを扱う世界的に有名なマーグギャラリー（パリ）と契約[1]。作家・マルグリット・デュラスなどに評価された。
- 1985年 - 美術文芸誌、「NOISE」を創刊、ジャック・デリダやミシェル・セールなどが寄稿。
- 1989年 - ポンピドゥー・センターでのパリ・オペラ座の現代ダンス「青い時のパサージュ」、舞台演出担当。
- 1991年 - 美術文芸誌、「COSMISSIMO」を創刊、ヴィム・ヴェンダース、ウィリアム・クライン、エンキ・ビラルなどが寄稿している。
- 1993年 - アヴィニョン演劇祭では中心会場であるアヴィニョン教皇庁で行なわれた「パラード」（1917年、コクトー台本、サティ音楽、ピカソ美術舞台という組み合わせで初演された伝説的バレエ）の舞台美術を担当。
- 1993-1994年 - 東京国立近代美術館、国立国際美術館にて当時最年少で個展を開催[1]。
- 1994年 - サンパウロ・ビエンナーレに出品[1]。
- 2005年 - リヨン・ビエンナーレ（リゾナンス）、COSMOGARDEN 3上演。

## 書籍
- COSMOGARDEN COSMOJUNGLE (ed.) 青幻舎, 2007.ISBN 978-4-86152-104-1
- KURODA, (ed.) Maeght, France, 2002. ISBN 2-86941-307-6

## 関連書
- 『黒田アキ 特集』水声通信 no.28（水声社 2009年）